# Le Joyeux Buveur (Leyster)
Pour les articles homonymes, voir Le Joyeux Buveur.
Le Joyeux Buveur est un tableau réalisé par la peintre néerlandaise Judith Leyster en 1629. Cette huile sur toile représente un homme souriant tenant une cruche à bout de bras, près d'une table où sont posés des accessoires pour fumeurs. Il pourrait s'agir du portrait d'un acteur dans le rôle d'un bouffon ivre. Partie des collections du Rijksmuseum depuis 1897, l'œuvre n'a été correctement attribuée qu'à partir de 1927. Elle se trouve depuis 1960 en dépôt au musée Frans-Hals de Harlem.